# Netzwerk Reformlinke
Das Netzwerk Reformlinke ist eine Strömung innerhalb der Partei Die Linke.

## Gründung
Nach dem Geraer Parteitag der PDS im Oktober 2002, der allgemein als „Linksruck“ bewertet wurde, schlossen sich einige reformorientierte Politiker der PDS im Netzwerk Reformlinke und im Forum 2. Erneuerung zusammen. Ziel der Reformlinken ist es, die Partei zu „erneuern“. Dies bedeutet vorrangig eine verstärkte Ausrichtung auf Politik in Parlamenten und Regierungsämtern.

## Selbstverständnis
„Die Reform-Linke will in der PDS für politische Mehrheiten werben, die uns als moderne, sozialistische Partei ausweist. Das ist jedenfalls mein Anliegen. Wir wollen nicht konservieren, sondern aufbrechen. Wir wollen nicht diffamieren, sondern klären. Wir wollen uns nicht isolieren, sondern in die Gesellschaft hinein intervenieren“

„Den mancherorts sehr starken und plumpen Antiamerikanismus der PDS-Parteibasis“ sah die Berliner PDS-Abgeordnete Elke Breitenbach als einen unerwünschten Anknüpfungspunkt für Rechtsextreme. Sie wollte beim PDS-Sonderparteitag am 4. April 2003 dafür sorgen, „dass sich die Partei in der Frage des Antiamerikanismus eindeutig positioniert“.

## Hintergrund
Im Juni 2003 wurde Lothar Bisky auf einem Sonderparteitag erneut zum PDS-Vorsitzenden gewählt. Gleichzeitig wurde Gregor Gysi zu einer Rückkehr aufgefordert. Vertreter des so genannten „linken Flügels“ der PDS sprachen von einem „Putschparteitag“, nicht zuletzt, weil prominente Mitglieder des eigenen Flügels wie Diether Dehm und Uwe Hiksch abgewählt wurden. Seitdem agierten auf Parteitagen zumeist Mehrheiten, zu deren Rand auch das Forum 2. Erneuerung und die Reformlinken gehören. Dies zeigte sich auch auf dem Programmparteitag der PDS Ende 2003.

## Bedeutung
Im Zuge der Parteineubildung von Linkspartei und WASG zur neuen Partei Die Linke war eine verringerte Aktivität der Reformlinken in der Linkspartei zu beobachten. Einige Mitglieder dieser Strömung schlossen sich der SPD an. Allerdings will sich das Netzwerk in der Partei Die Linke nach eigenen Angaben wieder stärker engagieren. Innerhalb der Bandbreite ideologischer Strömungen in der Partei Die Linke gehört das Netzwerk Reformlinke zu den wichtigsten Gruppierungen, gemeinsam mit Forum Demokratischer Sozialismus, der Kommunistischen Plattform, der Antikapitalistischen Linken und der Sozialistischen Linken. Zwischen dem Lager der Reformer und dem Lager der Orthodoxen nimmt die Emanzipatorische Linke eine Mittelstellung ein.

## Bekannte Mitglieder
- Petra Pau, Vizepräsidentin des Deutschen Bundestages
- Wulf Gallert, ehemals Fraktionsvorsitzender im Landtag von Sachsen-Anhalt
- Jan Korte, Erster Parlamentarischer Geschäftsführer
- Stefan Liebich, Mitglied des Deutschen Bundestages
- Halina Wawzyniak, ehemals stellvertretende Parteivorsitzende